# Ateli
Ateli está localizado no distrito de Mahendragarh, no estado indiano de Haryana.

## Geografia
Ateli está localizada a 28° 06′ N, 76° 17′ L. Tem uma altitude média de 299 metros (980 pés).

## Demografia
Segundo o censo de 2001, Ateli tinha uma população de 5671 habitantes. Os indivíduos do sexo masculino constituem 54% da população e os do sexo feminino 46%. Ateli tem uma taxa de literacia de 73%, superior à média nacional de 59,5%; com 58% para o sexo masculino e 42% para o sexo feminino. 13% da população está abaixo dos 6 anos de idade.